# Shiv Malik
Shiv Malik, född 1981, är en brittisk författare, informatör och före detta grävande journalist.

## Yrkesliv

### Journalistik och författargärning
Malik är i sitt hemland känd som medlem av ett numera upplöst team för grävande journalistik vid dagstidningen The Guardian, där han rapporterade om angelägenheter som terrorism och arbetsrätt fram till 2016. Han är medgrundare av och styrelsemedlem för The Intergenerational Foundation, en brittisk tankesmedja och välgörenhetsorganisation, som eftersträvar socioekonomisk jämlikhet mellan generationer.
Tidigare i sin karriär skrev Malik för Prospect Magazine, The Sunday Times, The Independent on Sunday med flera. Han har också framträtt i flera medier, bland andra BBC Newsnight, RT och Channel 4, gällande varierande ämnesområden som Islamisk terrorism och företag bakom sociala medier. Under 2008 var han också involverad i ett rättsfall, till följd av att han vägrade överlämna information om källor till en polisundersökning.
Tillsammans med journalisten Ed Howker skrev Malik en i hemlandet omtalad bok, "Jilted Generation; How Britain Has Bankrupted Its Youth" (2010), som behandlar intergenerationella socioekonomiska konflikter i Storbritannien. Boken återutgavs 2013 med en ny inledning. Författarna beskriver hur britter tillhörande generation Y (definierat som de födda efter 1979) har minskade möjligheter till social rörlighet, ägande av bostad och att reformer som de gällande terminsavgifter utgör en särskild börda. 
"Jilted Generation" och ämnesområdet har under flera år efter bokens utgivande lyft fram Malik som en offentlig person och debattör vid flera evenemang och intervjuer för massmedia. Manusförfattaren D.C. Moore har även angetts som inspiration för TV-serien Not Safe For Work, producerad av Channel 4.

### Arbete som informatör
Under 2017 bytte Malik till arbete inom företagskommunikation.
I slutet av året utnämndes Malik till kommunikationschef för Streamr, ett schweiziskt, tidigare finländskt företag, som nyligen massfinansierats med hjälp av en kryptovaluta. Företaget ämnar bygga en marknadsplats för realtidsdata från sensorer som ingår i Internet of Things.